# Hristos Verde
Hristos Verde (în franceză: Le Christ vert) este un tablou realizat de Paul Gauguin în toamna anului 1889 la Pont-Aven, Franța. Împreună cu Hristos Galben, opera este considerată a fi una dintre lucrările-cheie ale simbolismului în pictură. Tabloul descrie o femeie bretonă la baza unei sculpturi reprezentând crucificarea lui Hristos. Astfel de sculpturi sunt comune în piețele orașelor din Bretania. Femeia pare a se ascunde de două personaje din planul îndepărtat, iar „Hristos Verde” o protejează de aceste personaje. 
Topografic, locul descris se află pe coasta Atlanticului la Le Pouldu. Cu toate acestea, sculptura pictată este o sinteză a mai multor sculpturi din locuri diferite. Spre exemplu, crucea se bazează pe cea din centrul Névez (o comunitate apropiată de Pont-Aven și la mai multe mile distanță de coastă), iar figura lui Hristos se bazează pe sculptura din Briec.